# برت گلمن
برت گلمن (انگلیسی: Brett Gelman؛ زادهٔ ۶ اکتبر ۱۹۷۶) صدا پیشه، هنرپیشه، پادکست‌ساز و فیلم‌نامه‌نویس اهل ایالات متحده آمریکا است. وی از سال ۲۰۰۴ میلادی تاکنون مشغول فعالیت بوده‌است.
از فیلم‌ها یا برنامه‌های تلویزیونی که وی در آن نقش داشته‌است می‌توان به تماشای کارآگاهان ،۳۰ دقیقه یا کمتر، گروه رفقا، ویلسون، پسر جهان را می‌کشد و عشق اشاره کرد.